# Świsłocz (stacja kolejowa)
Świsłocz – stacja kolejowa w miejscowości Mialnowa, w rejonie świsłockim, w obwodzie grodzieńskim, w zachodniej części Białorusi, 15 km od granicy z Polską. Stacja znajduje się przy przejściu granicznym Siemianówka-Swisłocz.

## Połączenia
- Wołkowysk